# Jezioro Gardyńskie
Jezioro Gardyńskie – jezioro w Polsce, położone województwie warmińsko-mazurskim, w powiecie mrągowskim, w gminie Mikołajki.

## Opis
Jezioro znajduje się w północno-zachodniej części Puszczy Piskiej, na terenie Mazurskiego Parku Krajobrazowego, w północnej części Rezerwatu Krutynia Dolna.
Według regionalizacji fizycznogeograficznej Polski jezioro położone jest w południowo-zachodniej części Krainy Wielkich Jezior Mazurskich.
Najbliższe miejscowości to Bobrówko, Iznota, Nowy Most, Ukta, Lisunie

## Morfologia
Powierzchnia zwierciadła wody według różnych źródeł wynosi od 71,0 ha do 82,6 ha. 
Zwierciadło wody położone jest na wysokości 116,0 m n.p.m. lub 116,4 m n.p.m. Średnia głębokość jeziora wynosi 2,5 m, natomiast głębokość maksymalna 11,5 m. W południowo-zachodniej części wpada do niego dopływ rzeki Krutyni, a w części południowej znajduje się wąska cieśnina będąca połączeniem z jeziorem Malinówko. Brzeg zachodni jest pagórkowaty, pozostałe płaskie i podmokłe. Bardzo mocno zarośnięte. Dno piaszczysto-muliste. W środkowej części jeden głęboczek.
Na podstawie badań przeprowadzonych w 1987 roku wody jeziora zaliczono do II klasy czystości.

## Turystyka
Na jeziorze tym rozwinięta jest turystyka kajakowa (jezioro leży na szlaku kajakowym rzeki Krutyni). Na jeziorze obowiązuje zakaz wędkowania.

## Niemieckienazwy jeziora
- Gartten (1576),
- Kgart (1663),
- Gartin (1681),
- Garten See (1928).

## W literaturze
Nad jeziorem Gardyńskim rozgrywa się większa część akcji powieści Zatoka Żarłocznego Szczupaka autorstwa Eugeniusza Paukszty (1957). Bohaterowie nadają tytułową nazwę jednej z zatok, nad którą rozbijają obóz. W jeziorze zatopione są, w myśl akcji powieści, niemieckie ciężarówki z czasów II wojny światowej z tajemniczym ładunkiem.